# Sinus Honoris

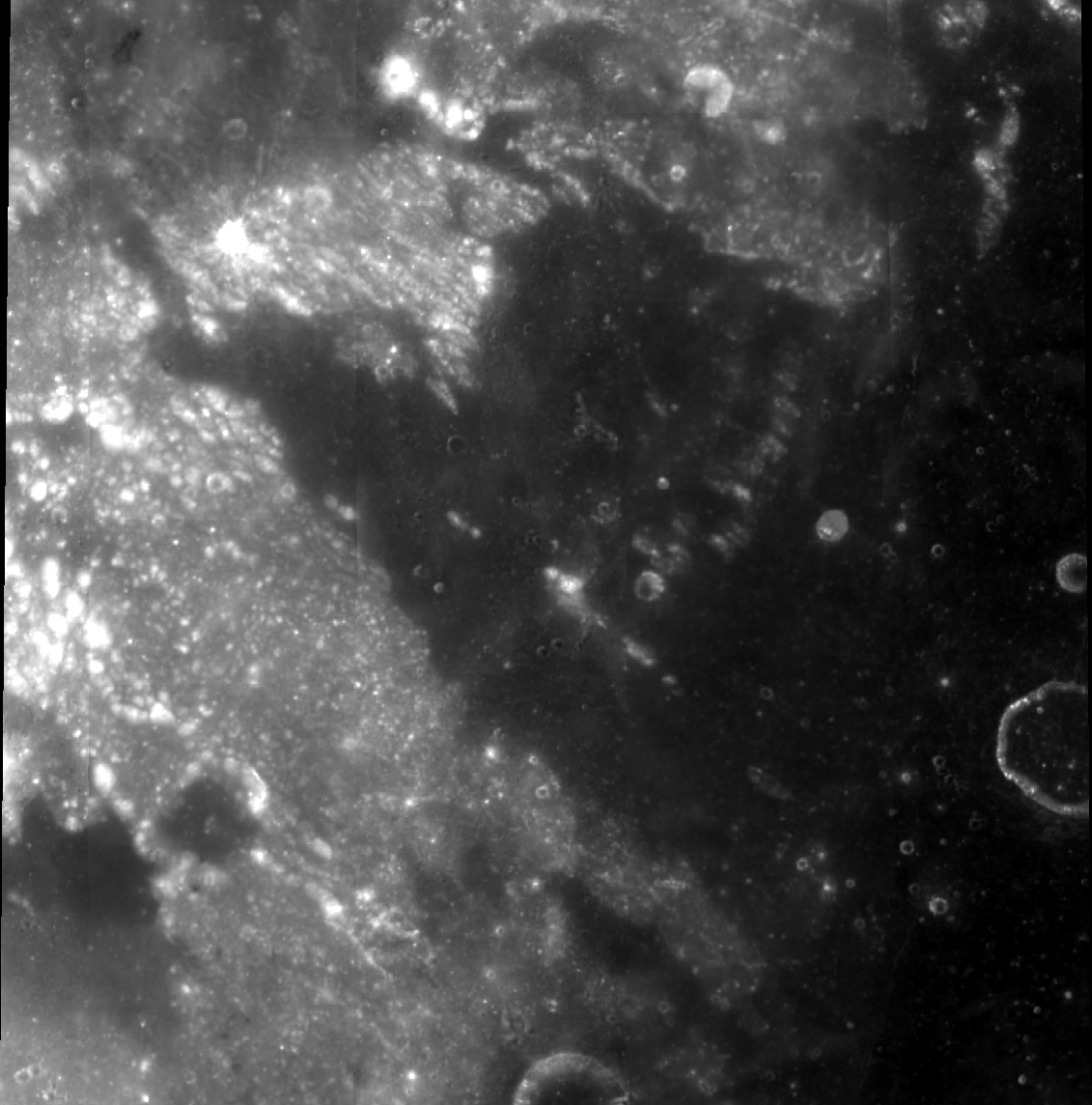
Sinus Honoris

Sinus Honoris (łac. Zatoka Honoru) – zatoka księżycowego morza Mare Tranquillitatis. Jej współrzędne selenograficzne to 	11,7° N; 18,1° E, a średnica wynosi 109 km. Nazwa została zatwierdzona przez Międzynarodową Unię Astronomiczną w roku 1976.